# Kathinon

Kathinon

Kathinon (systematický název benzoylethanamin nebo (S)-2-amino-1-fenyl-1-propanon) je monoaminový alkaloid obsažený v keři kata jedlá (Catha edulis). Je chemicky podobný efedrinu, kathinu a dalším amfetaminům. Kathinon uvolňuje dopamin ze striatálních přípravků s dopaminem nebo jeho prekurzory. Je pravděpodobně hlavním zdrojem stimulačních účinků katy jedlé. Od řady jiných látek amfetaminového typu se liší tím, že má ketonovou funkční skupinu. Mezi další látky, které mají tuto skupinu, patří například methkathinon (resp. obecně i jiné kathinony, viz dále) nebo antidepresivum bupropion.
Kathinon je uveden na Seznamu I Úmluvy o psychotropních látkách. Zhruba v roce 1993 přidala DEA kathinon na svůj Seznam I podle zákona Controlled Substances Act.

## Jiný význam
Jako kathinony (též substituované kathinony) je označována také třída sloučenin odvozených od kathinonu. Patří mezi například methkathinon, mefedron nebo methylon. Tyto látky mají podobné vlastnosti jako samotný kathinon a též bývají řazeny mezi zakázané psychotropní látky.